# Демократическая Республика Конго (1965—1971)
Первая Демократическая Республика Конго — официальное именование Демократической Республики Конго до переименования её в Заир в период диктатуры Мобуту до 27 октября 1971 года.

## История
24 ноября 1965 года, в условиях охватившего Конго политического кризиса, армия во главе с генерал-лейтенантом Жозефом-Дезире Мобуту совершила государственный переворот. В конце 1970 года Мобуту избран президентом; состоялись выборы в парламент.

### Политические реформы Мобуту
Сразу после начала правления Мобуту стал укреплять президентскую власть. В первые дни после путча в стране на пять лет было объявлено чрезвычайное положение, 24 ноября глава государства на тот же срок отменил деятельность политических партий. Указом от 30 ноября 1965 года вся законодательная власть была передана президенту при условии, что парламент утвердит предложенные им законопроекты. В марте 1966 года депутаты лишились этих полномочий. Парламент, ранее активно поддержавший военный переворот, продолжил существовать, но уже не играл никакой политической роли. В октябре 1966 года прекратил существование ставший второстепенным пост премьер-министра. Чиновников теперь старались переводить из их родных провинций в другие регионы. 30 мая 1966 года Кимба и ещё трое бывших министров, поддавшись на провокацию спецслужб, были арестованы по обвинению в подготовке переворота и 3 июня при многотысячном стечении народа повешены.
В том же году была основана правящая партия Народное движение революции. 19 мая был опубликован «манифест Н’Селе», провозглашавший государственной идеологией «подлинный заирский национализм», предусматривавший достижение экономической независимости от зарубежных стран, что, в свою очередь, проложит дорогу политическому суверенитету, невозможному без укрепления власти государства и поднятия международного престижа страны. Новый курс должен был стать «ни левым, ни правым», не испытывая влияния иностранных идеологий. Ещё одной из ключевых идей документа была концепция «величия», заключавшегося осуществлении масштабных проектов внутри страны, превративших бы её в «рай на земле», и расширение влияния Заира за границей. В дальнейшем режим активно эксплуатировал «революционную» риторику, однако точного определения «революционности» так и не дал. Политика «аутентичности», к которой также призывал манифест, предусматривала неуклонную модернизацию, но отказ от западного материализма и следование морали предков. Идеология режима Мобуту основывалась на национализме, культе государственной власти и личности главы государства. Патрис Лумумба, первый премьер-министр ДР Конго, объявлен национальным героем, пионером борьбы за независимость, павшим жертвой империалистического заговора. Однако реальная политика правительства Мобуту резко расходилась с левыми взглядами Лумумбы.
По новой конституции, принятой в 1967 году, введена президентская форма правления.

### Оппозициярежиму
На ноябрь 1965 года повстанцы всё ещё удерживали территории в Верхнем Заире, Киву и на севере Шабы, однако конфликты между группировками и прекращение иностранной помощи играли на руку властям. Правительственные войска медленно, но неуклонно вытесняли боевиков, и к началу 1967 года под их контролем находились лишь две небольшие зоны в Киву и около семи — в Верхнем Заире. В конце концов повстанцы сохранили лишь маленький выступ на юго-востоке Шабы, где сумели заключить с заирскими войсками, ослабленными конфликтом между представителями народности бумба и занятыми контрабандой в Танзанию, подобие перемирия. После мятежа 1967 года большая часть бывшей катангской жандармерии вошла в состав вооружённых сил, часть влилась в полицейские подразделения в провинции Катанга. В том же году Мобуту предложил укрывшимся в Руанде мятежникам амнистию, однако по возвращении на родину они бесследно исчезли. Тем временем катангский губернатор подверг местные органы правопорядка жестокой чистке. Жандармы бежали в Анголу, где сформировали боевые отряды, противостоявшие Национальному фронту освобождения Анголы. В 1968 году они образовали Фронт национального освобождения Конго.
В 1966 году полк из бывших катангских жандармов под командованием белых офицеров, недовольный невыплатой зарплаты и опасавшийся, что власти могут разоружить его, поднял мятеж в Кисангани, захватив местный аэропорт и часть города. После двухмесячного затишья и провала переговоров сопротивление было подавлено наёмниками во главе с Бобом Денаром, которым Мобуту выплатил большое вознаграждение. Год спустя взбунтовались иностранные бойцы, желавшие вернуть Чомбе к власти. Правительство хотело отказаться от их услуг, и в июне 1967 года Денар предупредил коллегу Жана Шрамма о намерении властей распустить иностранные соединения. 5 июля тот захватил Кисангани. После недели боёв Шрамма удалось выбить из города, однако за это время его армия возросла до более чем 1000 бойцов: после убийства 30 наёмников, организованного правительственными войсками в качестве мести, к Шрамму присоединились все оставшиеся иностранные солдаты. 8 августа они захватили столицу провинции Киву город Букаву и при значительном численном превосходстве противника почти два месяца удерживали позиции: заирским бойцам недоставало боевого духа, коммуникация между армейскими подразделениями и их снабжение были налажены плохо. 2 октября взбунтовался один батальон правительственных войск. 29 октября они, получив подкрепление, возобновили наступление на Букаву. 5 ноября наёмники и катангцы оставили город и бежали в Руанду.

## Экономика
Поощряя развитие частного национального капитала, власти приняли меры к обеспечению прерогатив государства, ослаблению его экономической зависимости от иностранного капитала. Осуществлён также ряд мер социально-экономического характера — повышение гарантированного минимума зарплаты, пособий многодетным, уменьшение жалованья провинциальным чиновникам, предоставление избирательного права женщинам и др. В 1967 осуществлена денежная реформа — новая денежная единица заир заменила конголезский франк, что позволило несколько улучшить финансовое положение страны.

## Внешняя политика
Первые шаги режима на международной арене были отмечены национализмом: в октябре 1966 года из-за боевых действий в Анголе был понижен уровень дипломатических отношений с Португалией. Этим Мобуту надеялся добиться признания режима со стороны других африканских государств. В 1968 году Демократическая Республика Конго, Чад и ЦАР сформировали Союз центральноафриканских государств, однако под давлением Франции последняя вскоре покинула его. С подавлением восстания наёмников в 1967 году режим окреп, и его связи с американскими военными и разведкой стали ослабевать. В январе 1967 года предприятия добывающих отраслей были национализированы. В 1969—1975 годах президент ДРК активно путешествовал по континенту и за его пределами, стремясь привлечь иностранных инвесторов и предлагая свои услуги в качестве посредника в разрешении конфликтов между африканскими странами.
Декларируемая Мобуту «неприсоединяемость» позволила более-менее наладить отношения с Советским Союзом, и в апреле 1968 года в Киншасе открылось советское посольство. В 1970 году власти выслали дипломатов по обвинению в «подрывной деятельности», а в 1971 году объявили двадцать чиновников из стран соцблока персонами нон грата.

## Культура
Политика «аутентичности» предусматривала неуклонную модернизацию, но отказ от западного материализма и следование морали предков. В 1970 году власти под влиянием идей о господстве конголезской культуре на континенте начали активно внедрять «аутентичность» путём массовых переименований географических объектов, отказа от европейских имён и костюма, заменённого абакостом.

## Административно-территориальное деление
В апреле 1966 года число провинций было сокращено с 21 до 12, а в декабре — до 9. Функции местных законодательных органов были ограничены совещательными. В новой конституции, принятой в 1967 году, они и вовсе были упразднены.
| Провинция       | Центр      | Площадь, км² |
| --------------- | ---------- | ------------ |
| Бандунду        | Бандунду   | 295 658      |
| Верхний Заир    | Кисангани  | 503 239      |
| Восточное Касаи | Мбужи-Майи | 170 302      |
| Западное Касаи  | Кананга    | 154 742      |
| Катанга         | Лубумбаши  | 496 877      |
| Киншаса         | Киншаса    | 9 965        |
| Маниема         | Кинду      | 132 250      |
| Нижний Заир     | Матади     | 53 920       |
| Северное Киву   | Гома       | 59 483       |
| Экваториальная  | Мбандака   | 403 292      |
| Южное Киву      | Букаву     | 65 070       |